# Endotribelos hesperium
Endotribelos hesperium är en tvåvingeart som först beskrevs av James E. Sublette 1960.  Endotribelos hesperium ingår i släktet Endotribelos och familjen fjädermyggor. Inga underarter finns listade i Catalogue of Life.